# Knöster-Mörtsjön
Knöster-Mörtsjön är en sjö i Söderhamns kommun i Hälsingland och ingår i Ljusnan-Skärjåns kustområde. Sjön har en area på 0,128 kvadratkilometer och ligger 51 meter över havet.

## Delavrinningsområde
Knöster-Mörtsjön ingår i det delavrinningsområde (678678-156318) som SMHI kallar för Utloppet av Järvsjön. Medelhöjden är 50 meter över havet och ytan är 15,28 kvadratkilometer. Räknas de 8 avrinningsområdena uppströms in blir den ackumulerade arean 28,92 kvadratkilometer. Avrinningsområdets utflöde Kvarnån mynnar i havet. Avrinningsområdet består mestadels av skog (53 procent). Avrinningsområdet har 6,01 kvadratkilometer vattenytor vilket ger det en sjöprocent på 39,3 procent.